# Равне (Вареш)
Равне су насељено мјесто у општини Вареш, Босна и Херцеговина.

## Становништво
|             | 2013.        | 1991.         |
| Укупно      | 204 (100,0%) | 410 (100,0%)  |
| Бошњаци     | 204 (100,0%) | 371 (90,49%)1 |
| Срби        | –            | 36 (8,780%)   |
| Остали      | –            | 2 (0,488%)    |
| Југословени | –            | 1 (0,244%)    |
| Хрвати      | –            | 0 (0,000%)    |

1. 1 На пописима од 1971. до 1991. Бошњаци су пописивани углавном као Муслимани.